# ガブモン
ガブモンは『デジタルモンスター』シリーズに登場する架空の生命体・デジタルモンスターの一種。

## 概要
初代シリーズVer.2から登場する古参の成長期デジモンの一体。以降登場する作品はかなり多い。

### 各国の日本国外名
- 英語：ガブモン(Gabumon)
- 韓国語：バピモン(ハングル：파피몬)

## 種族としてのガブモン
ツノモンの角のデータを強く残して進化した姿で毛皮を被っているが、れっきとした爬虫類型デジモン。とても臆病で恥ずかしがりやな性格でいつもガルルモンが残していったデータをかき集めて毛皮状にして頭から被っている。他のデジモンから恐れられているガルルモンの毛皮を被っているため、身を守るための保護の役目もしている。毛皮を被ると性格が180度変わってしまう。

### 基本データ
- 世代/成長期
- タイプ/爬虫類型
- 属性/データ
- 必殺技/プチファイヤー
- 得意技/リトルボーン、ヒドゥンノック、クラッシュネイル
- 勢力/ネイチャースピリッツ

必殺技
プチファイヤー
口から小さな青い炎を吐き出す。

### ウィルス種
- 世代/成長期
- タイプ/爬虫類型
- 属性/ウィルス
- 必殺技/プチファイヤー

毛皮が黒色・肌が灰色になったウィルス種に進化したガブモン。かぶっている毛皮はウィルス種のガルルモンのデータを集めて作った。暴れん坊だが、毛皮をぬぐと内気で臆病になるところはワクチン種と同じで、素顔はやはり秘密であると言われている。

### X抗体版
- 世代/成長期
- タイプ/獣型
- 属性/データ
- 必殺技/プチファイヤーフック

爬虫類型から獣型になりガルルモンの毛皮の下の肌も毛に覆われるようになった。臆病な気質はそれほど変わらないが、毛皮を被った際にはより獣型らしい素早い野性的な戦い方をするようになるという。右手には大事な毛皮を付けていない。
必殺技
プチファイヤーフック
「プチファイヤー」を手にとり敵を殴る打撃技。

### 友情の絆
- 世代/究極体
- タイプ/不明
- 属性/不明
- 必殺技/フルメタルマシンガン、クールエッジ、ムーンテンス、レドルスター

映画『デジモンアドベンチャー LAST EVOLUTION 絆』で初登場したガブモンの新たな進化系。レベルは究極体となっている。
ガブモンとヤマトの間に結ばれた絆、無限の可能性の果てに到達した伝説にして最後の進化形態。マグナガルルモンやX進化版メタルガルルモンのように人間に近い体を持ち、ヤマトが持つ不滅の「友情」が流麗な装甲となって体を包みこんでおり、それがヤマトと共に走り抜けるガブモン自身の信頼の証となっている。背中のウイングからはフォトン光翼を発生させての飛行だけでなく、ヤマトの愛車であるバイク形態へ変形しての陸上走行も可能。必殺技もいかなる距離においても隙のない武器を持つ。
2020年3月2日にデジモンウェブのデジモン図鑑に追加され、詳細設定が判明した。
必殺技
フルメタルマシンガン
両腕のカウルパーツから弾丸を豪雨の如く浴びせかける。
クールエッジ
カウルパーツをパージしての素早い動きから繰り出す。
ムーンテンス
全方位に及ぶレーザービームを乱射する。
レドルスター
AIを搭載した自動追尾武器。

### 亜種・関連種・その他
- ガルルモン
- ワーガルルモン
- メタルガルルモン
- ズィードガルルモン

メタルガルルモンの亜種。
- サイケモン

亜種。肌は紅色。毛皮は白。

## 登場人物としてのガブモン

### デジモンアドベンチャー・デジモンアドベンチャー02・デジモンアドベンチャー tri.・デジモンアドベンチャー:
- プニモン⇔ツノモン⇔ガブモン⇔ガルルモン⇔ワーガルルモン⇔メタルガルルモン⇔オメガモン

石田ヤマトのパートナーデジモン。声は山口眞弓。最終的に究極体にまで進化を遂げるなど、無印のメンバーの中ではアグモンと並んで実質的な2大戦力だった。パートナー想いのデジモンでヤマトのために躊躇無く他の仲間に牙を剥く場面も有ったが、ヤマトが極度に落ち込んだ時には噛み付いて叱咤するなど良くも悪くも固い友情で結ばれている。

#### エピソード
- 放送前 - デジタマとして誕生後、他の6匹のデジモンとともにいつか来るパートナーを待ちながらデジタマ→プニモン→ツノモンと進化。
- 第1話 - ヤマトに出会ったことによりツノモンからガブモンへ進化。
- 第3話 - デジヴァイスの力とヤマトがシードラモンに襲われたことによりガルルモンへ進化できるようになる。
- 第9話 - ヤマトを寒さから守るために毛皮を貸して暖める。
- 第23話 - 友情の紋章と、デジヴァイスによりワーガルルモンに進化できるようになる。
- 第33話 - 渋谷の街でヴァンデモンと激突。
- 第38話 - 最も大切な人（ヤマト）がその人の大切な人（タケル）に矢で射られたため、ワープ進化でメタルガルルモンに進化できるようになる。
- 第45話 - ウォーグレイモンと直接対決するが、引き分けに終わる。
- 第47話 - ダークマスターズの一角、ピノッキモンを倒す。
- 最終回 - 総力戦でアポカリモンに勝利。
- 映画版第2作 - ウォーグレイモンとのジョグレス進化により、オメガモンに進化できるようになる。
- 『02』第1話 - 02初登場。ダークタワーの力により進化できなくさせられてしまう。
- 『02』第4話 - ヤマトと再会し、ガルルモンに進化する。
- 『02』第42話 - チンロンモンのパワーをもらい、再びワーガルルモンに進化。
- 『:』第56話 - クーレスガルルモンに新たに進化できるようになる。

#### 楽曲
- Daijob
- 君にとって

### デジモンフロンティア
- 第8話にてツノモンからガブモンへと進化し、頭の角を流木破壊に使用するシーンがある。

### ガーボ
『デジモンアドベンチャーVテイマー01』に登場した個体。通称ガー坊。お使い中にタイチとゼロマルと出会い、成り行きで彼らの旅に同行することになる。彼が背負うリュックはデータを圧縮・解凍して持ち運べる装置になっていた。基本的に非戦闘要員だがバケモンやオメガモンと戦ったこともある。